# Сууремыйза (Вормси)
Су́уремыйза (эст. Suuremõisa) — деревня в волости Вормси уезда Ляэнемаа, Эстония.

## География и описание
Расположена в западной части острова Вормси, в 3 километрах от волостного центра — деревни Хулло. Высота над уровнем моря — 7 метров.
На границе деревень Сууремыйза и Хулло расположено самое большое озеро острова Вормси — Пряствике.
На территории Сууремыйза находится часть природного парка Вормси.
Климат умеренный. Официальный язык — эстонский. Почтовый индекс — 91312.

## Население
По данным переписи населения 2021 года, в Сууремыйза проживали 32 человека, все — эстонцы.
По данным переписи населения 2011 года, в деревне насчитывалось 19 жителей, все — эстонцы.
Численность населения деревни Сууремыйза:
| Год  | 1934 | 1948  | 1958  | 1970 | 1979 | 1989 | 1998 | 1999 | 2002 | 2011 | 2018 | 2019 | 2020 | 2021 |
| ---- | ---- | ----- | ----- | ---- | ---- | ---- | ---- | ---- | ---- | ---- | ---- | ---- | ---- | ---- |
| Чел. | 157  | ↘ 125 | ↗ 139 | ↘ 61 | ↘ 32 | ↗ 55 | ↘ 45 | ↘ 40 | ↘ 37 | ↘ 19 | ↗ 35 | ↘ 34 | ↗ 36 | ↘ 32 |

## История
В 1604 году король Швеции Карл IX пожаловал фендрику Магнусу Брюммеру (Magnus Brümmer) деревню Буссбю (Bussby) на острове Вормси. Там была построена небольшая мыза.
В письменных источниках 1625 и 1645 годов мыза упоминается под названием Магнусгоф (нем. Magnushof), иногда также как Hof Busby, Bussby herrgård, Nyhof, Grossenhof и др.; в 1732 году — как Hiorootsi sure mois. На военно-топографических картах Российской империи (1846–1863 годы), в состав которой входила Лифляндская губерния, мыза обозначена как Магнусгофъ.
С XIII века и до 1944 года на острове Вормси в основном жили балтийские шведы. На их диалекте закрепилось такое название мызы, как Storhovet  — «большая мыза». Эстонское название мызы, а позже — образовавшегося на её месте населённого пункта — это перевод шведского топонима.
В 1753 году всем островом Вормси завладело могущественное дворянское семейство Штакельбергов. В 1894 году мызу Магнусгоф выкупило российское государство, и здесь открыли санаторий для девиц дворянского сословия. В настоящее время о мызе напоминают развалины её многочисленных построек и большой парк, которые внесены в Государственный регистр памятников культуры Эстонии как архитектурный памятник.
В 1920-х годах в центре бывшей мызы сформировалось поселение Сууремыйза (эст. Suuremõisa asundus), в 1977 году оно получило статус деревни.
В Сууремыйза (Магнусгоф и расположенные рядом с ней малые деревни Кярре (Kärre) и Томпо (Tompo)) в 1934 году проживали 35 семей общей численностью 187 человек, из них в 1944 году в Швецию эмигрировали 176 человек.
В 2002 году в деревне проживали 20 мужчин и 17 женщин. По состоянию на 1 января 2020 года в Сууремыйза насчитывалось 36 жителей, из них 21 мужчина и 15 женщин; детей в возрасте до 14 лет включительно — 5, лиц трудоспособного возраста (15–64 года) — 26 и лиц пенсионного возраста (65 лет и старше) — 5 человек.

## Инфраструктура
В деревне есть гостевой дом «Магнусгоф-Сууремыйза» (Magnushof-Suuremõisa külalistemaja).

## Комментарии
1. ↑  Эстонские топонимы, оканчивающиеся на -а, не склоняются и не имеют женского рода (исключение — Нарва)[9].